# Joost van Vollenhoven (1814-1889)

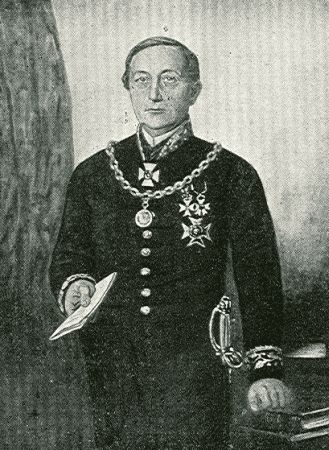
Joost van Vollenhoven

Joost van Vollenhoven, (Rotterdam, 16 februari 1814 - aldaar, 28 september 1889) was van 1863 tot 1888 lid van de Eerste Kamer en van 1866 tot 1881 burgemeester van Rotterdam.
Van Vollenhoven stamde uit een Rotterdamse koopmansfamilie. Tijdens zijn burgemeesterschap werden onder meer de spoorbruggen over de Nieuwe Maas en de Koningshaven en de Willemsbrug gebouwd, en werd station Delftse Poort geopend. Hij gaf steun aan ondernemers zoals Lodewijk Pincoffs, die met de Rotterdamsche Handelsvereeniging instrumenteel was bij de aanleg van de eerste Rotterdamse havens.
In 1867 ontving hij een bronzen medaille als dank voor zijn inzet tijdens de cholera-epidemie in het jaar daarvoor.
Als gebruikelijk is er in Rotterdam een straat naar hem genoemd, en wel in het Nieuwe Werk (ook wel Scheepvaartkwartier genoemd).
- Biografisch Portaal: 71323717
- Digitale Bibliotheek voor de Nederlandse Letteren: voll018
- International Standard Name Identifier: 0000 0003 9372 5512
- Nederlandse Thesaurus van Auteursnamen: 070044430
- Parlement.com: vg09llc57er2
- Virtual International Authority File: 288072274
- WorldCat: E39PBJrrtVgMxRWMk9mxWvHHmd